# Mia
Mia je ženské křestní jméno. Podle českého kalendáře slaví jmeniny 12. září (Marie).
Mia je původem domácká podoba jmen Maria, Amelia, Amalia, Emilia, Miriam a Hermiona. Slovo mia v italštině a mía španělštině znamená moje.

## Slavné nositelky
- Mia Farrow – americká herečka
- Mia Hamm – americká fotbalistka
- Mia Khalifa – americko-libanonská pornoherečka
- Mia Kirshner – kanadská herečka
- Mia Wasikowska – australská herečka a tanečnice
- Mia Malková - americká pornoherečka